# Леутхолд фон Щубенберг-Вурмберг
Леутхолд фон Щубенберг-Вурмберг (немски: Leuthold/Leutold von Stubenberg-Wurmberg; * 1423; † 1468 или 1469) е австрийски благородник от род Щубенберг, господар на Щубенберг и Вурмберг в Долна Щирия (днес Словения). Фамилията Щубенберг е роднина с род Хабсбург.

## Произход
Той е син на граф Фридрих IV фон Щубенберг-Вурмберг († († сл. 9 октомври 1454) и съпругата му Елизабет фон Кранихберг (* пр. 24 юни 1386), дъщеря на Улрих фон Кранихберг († 1425) и Анна фон Винкел (* ок. 1355). Внук е на граф Улрих VII фон Щубенберг-Вурмберг (1403 – 1454) и Маргарета фон Екартзау. Потомък е на граф Улрих IV фон Щубенберг-Вурмберг († 1363) и Димут фон Лихтенщайн († сл. 1345).

## Фамилия
Първи брак: през 1432 г. с Агнес фон Петтау († 1451), вдовица на граф Йохан Майнхард VII фон Горица, пфалцграф в Каринтия (* 1378/1380; † 22 май 1430), дъщеря на Бернхард фон Петау-Фридау (1370 – 1420) и Вилибирг фон Майдбург/Магдебург. Те имат един син:
- Йохан фон Щубенберг (* ок. 1434; † сл. 1 юни 1480), женен през януари 1471 г. за Марта Паумкирхер (* ок. 1440), дъщеря на барон Андреас Паумкирхер (* ок. 1414); имат син:
  - Каспер фон Щубенберг (* ок. 1472, Вурмберг, Щирия; † 15 септември 1524), женен 1500 г. за Борбала Банфи (* ок. 1479); имат дъщеря

Втори брак: пр. 17 януари 1453 г. с Урсула фон Емерсберг († 1468), дъщеря на трухшзес Дитрих фон Емерсберг и Амалия фон Лимберг. Те имат дъщеря:
- Хелена фон Щубенберг-Вурмберг († 1500), мъжена пр. 23 май 1492 г. за граф Волфганг XI фон Щубенберг-Капфенберг (* 1440; † октомври 1510); имат син:
  - Волфганг XII фон Щубенберг-Капфенберг (* 1495; † 29 декември 1556), женен на 28 януари 1527 г. за София фон Тойфенбах-Епенщайн († 1559); имат син